# Halten (Straßenverkehr)
Das Halten – in der Schweiz speziell freiwilliges Halten – eines Fahrzeugs ist im Straßenverkehr ein nicht aus dem Verkehrsablauf heraus notwendiges Stehenbleiben mit dem Fahrzeug (im Unterschied zum Anhalten/Warten), das auch kurzfristig bleibt und im Allgemeinen nicht mit dem Verlassen des Fahrzeugs verbunden ist (im Unterschied zum Parken/Parkieren). Zu unterscheiden ist auch die Ladetätigkeit/Güterumschlag, die Sonderregeln unterliegt.
Typische Fälle von Halten sind Aus- oder Einsteigenlassen, oder kleinere Verrichtungen, die wegen des Aufmerksamkeitsgebots während der Fahrt nicht zulässig sind (wie Kartenlesen, Handygespräche ohne Freisprecheinrichtung, Kindern am Rücksitz zu Hand gehen) oder nicht möglich sind (nach dem Weg fragen, etwas aus dem Kofferraum holen). Besondere Bedeutung hat der Begriff im Kontext des Haltverbots: Im Unterschied zum Parken gehört Halten meist noch nicht zum ruhenden Verkehr, ist also nicht mit einem Eingriff ins Verkehrsgeschehen und besonderer Beeinträchtigung, Behinderung oder Gefährdung anderer Verkehrsteilnehmer verbunden.

## Regelungen in verschiedenen Staaten

### Deutschland
Das Halten und Parken von Fahrzeugen im Straßenverkehr wird in § 12 der Straßenverkehrs-Ordnung (StVO) geregelt. Eine Definition des Begriffs „Halten“ ist in der Verwaltungsvorschrift zur Straßenverkehrs-Ordnung (VwV-StVO) zu finden, wo es in Bezug auf § 12 Abs. 1 StVO heißt:

„Halten ist eine gewollte Fahrtunterbrechung, die nicht durch die Verkehrslage oder eine Anordnung veranlaßt ist.“

Demnach ist das Halten eines Fahrzeugs zu unterscheiden vom:
- Warten: Wird die Fahrt aufgrund einer Anordnung oder der Verkehrssituation unterbrochen, wird im Sinne der StVO nicht gehalten, sondern gewartet. Hierunter fallen z. B. das Anhalten wegen eines Verkehrshindernisses, der geltenden Vorfahrtsregeln oder einer polizeilichen Weisung.
- Liegenbleiben: Kann ein Fahrzeug aus technischen Gründen die Fahrt nicht fortsetzen (Kraftstoffmangel, technischer Schaden), liegt ebenfalls kein Halten vor.
- § 34 Abs. 1 Nr. 1 StVO fordert von Beteiligten an einem Verkehrsunfall, „unverzüglich zu halten“, was aber nicht dem Halten im Sinne des Gesetzes entspricht, da es geboten ist.

Weiterhin ist Halten eines Fahrzeugs vom Parken zu unterscheiden. § 12 Absatz II StVO lautet:

„Wer sein Fahrzeug verlässt oder länger als drei Minuten hält, der parkt.“

Diese Formulierung zielt nicht darauf ab, ob der Fahrer aus dem Fahrzeug ausgestiegen ist, sondern darauf, ob er in der Lage ist, das Fahrzeug jederzeit und sofort vom Halteort wegzubewegen. „Solange ein Fahrzeugführer nach dem Aussteigen noch in der Lage ist, jederzeit wieder den Fahrersitz einzunehmen und wegzufahren, hat er es nicht im Sinne des § 12 Abs. 2 StVO verlassen. Ist dies der Fall, hält der Fahrzeugführer, er parkt aber nicht, solange dies nicht länger als drei Minuten dauert.“ Im Falle des Ein- und Aussteigens von Fahrgästen sowie des Be- und Entladens des Fahrzeugs kann es nach der Rechtsprechung Ausnahmen von der Drei-Minuten-Regel geben.

### Österreich
In Österreich ist das Halten und Parken von Fahrzeugen im § 2 Begriffsbestimmungen der Straßenverkehrsordnung definiert und im § 23 Halten und Parken geregelt, die Verbote zu Halten finden sich in § 24 Halte- und Parkverbote.

„Halten: eine nicht durch die Verkehrslage oder durch sonstige wichtige Umstände erzwungene Fahrtunterbrechung bis zu zehn Minuten oder für die Dauer der Durchführung einer Ladetätigkeit“

Besondere Forderungen zum Halten sind;
- unter Bedachtnahme auf die beste Ausnützung des vorhandenen Platzes das Fahrzeug so aufzustellen, dass kein Straßenbenützer gefährdet und kein Lenker eines anderen Fahrzeuges am Vorbeifahren oder am Wegfahren gehindert wird – § 23 Abs. 2 StVO (gilt auch für das Parken)
- das Fahrzeug am Rand der Fahrbahn und parallel zum Fahrbahnrand (oder Radfahrstreifen) aufzustellen (ausgenommen, es ergibt sich aus Bodenmarkierungen oder Straßenverkehrszeichen nichts anderes, oder auf Parkplätzen); einspurige Fahrzeuge am Fahrbahnrand platzsparend aufzustellen  – § 23 Abs. 2 StVO (gilt auch für das Parken, vergl. § 9 Verhalten bei Bodenmarkierungen)
- vor Haus- oder Grundstückseinfahrten im Fahrzeug zu verbleiben und die Aus- oder Einfahrt unverzüglich freizumachen – § 23 Abs. 3 StVO; dasselbe gilt beim Halten auf Fahrstreifen für Omnibusse (§ 23 Abs. 3 StVO) und auf Gleisen (§ 28 Abs. 2 StVO).

Ladetätigkeit ist zwar eine Form des Haltens, die nicht an die Zehnminutengrenze gebunden ist, unterliegt aber noch weiterführenden Regelungen (§ 62 StVO Ladetätigkeit). Darüber hinaus kennt die StVO auch ein „kurzes Halten zum Aus- oder Einsteigen“, das auch in Halteverboten, in Ladezonen, auf Taxistandplätzen oder im Haltestellenbereich eines Massenbeförderungsmittels zugelassen ist (§ 24 Abs. 2a StVO).
Da die Zeitgrenze ex legis allgemein gilt, parkt man auch dann, wenn man länger als zehn Minuten hält, wenn man im Fahrzeug sitzen bleibt. Ein Verweilen in der Nähe des Fahrzeugs ist aber – außer in den Sonderfällen besonderer Verkehrsbehinderung, die fordern, im Fahrzeug zu bleiben – nicht zwingend. Halten in zweiter Spur ist prinzipiell verboten, sogar, um das Freiwerden einer Parklücke abzuwarten.
Erleichternde Sonderregelungen gelten für Taxis, Mietwagen- und Gästewagen-Gewerbe sowie Krankentransporte (§ 23 Abs. 3a StVO), Ausnahmen etwa für Ärzte, Krankenpfleger, Hebammen in Ausübung (§ 24 Abs. 5,5a,5c StVO).
Fahrzeuge des Straßendienstes, der Müllabfuhr und der Kanalwartung sind im Dienst nicht an Verbote gebunden (§ 27 Abs. 1 StVO), ebenso Inhaber eines Behindertenpasses (§ 27 Abs. 1 lit a StVO), außerdem gilt für diese Personen beim Ein- und Aussteigen bei Mitfahrten die Zehnminutengrenze nicht (§ 27 Abs. 1 lit b StVO).
Strengere Sonderregelungen gelten für „Fuhrwerke, Anhänger ohne Zugfahrzeug sowie Transportbehälter zur Güterbeförderung (wie Container, Lademulden und dergleichen)“ (§ 29b Abs. 2 StVO).

### Schweiz, Liechtenstein
In der Schweiz regelt Art. 18 (Halten) der Verkehrsregelnverordnung (VRV) das Halten im Straßenverkehr. Im Art. 19 (Parkieren im Allgemeinen) wird in Abgrenzung das Parkieren definiert: „Parkieren ist das Abstellen des Fahrzeugs, das nicht bloss dem Ein- und Aussteigenlassen von Personen oder dem Güterumschlag dient.“ Die liechtensteinischen Regelungen sind analog (Art. 20 Halten, Art. 21 Parkieren im allgemeinen VRV).